# 愛知県立瑞陵高等学校感喜堂
愛知県立瑞陵高等学校感喜堂（あいちけんずいりょうこうとうがっこう かんきどう）は、愛知県名古屋市瑞穂区北原町二丁目1-2の愛知県立瑞陵高等学校敷地内にある建築物。
「愛知県立瑞陵高等学校感喜堂（旧講堂）」の名称で登録有形文化財。大正時代の講堂建築の好例とされる。名古屋市に現存する最古の鉄筋コンクリート造の講堂である。

## 歴史

### 竣工
1919年（大正8年）に愛知県立商業学校（現・愛知県立愛知商業高等学校）が開校し、1921年（大正10年）には名古屋市南区瑞穂町（現・瑞穂区北原町）に移転した。1924年（大正13年）、愛知県立商業学校の講堂として後の感喜堂が竣工した。
名古屋市における大正時代の鉄筋コンクリート造建造物としては、1922年（大正11年）竣工の名古屋地方気象台などもある。名古屋市における昭和初期の鉄筋コンクリート造の講堂としては、1931年（昭和6年）竣工の東海学園大講堂、1936年（昭和11年）竣工の金城学院高等学校榮光館がある。
一方で、1907年（明治40年）4月には愛知県立第五中学校（現・愛知県立瑞陵高等学校）が開校し、 1922年（大正11年）5月に愛知県熱田中学校に改称した。

### 戦後の歴史
戦後の1948年（昭和23年）には公立高校の再編が行われ、愛知県立商業学校の跡地に愛知県熱田中学校などを前身とする愛知県立瑞陵高等学校が発足した。1964年（昭和39年）には瑞陵高校に新たな講堂兼体育館が完成し、感喜堂は図書館に転用された。1979年（昭和54年）、改修されて定時制の給食室に転用された。

### 文化財としての保存

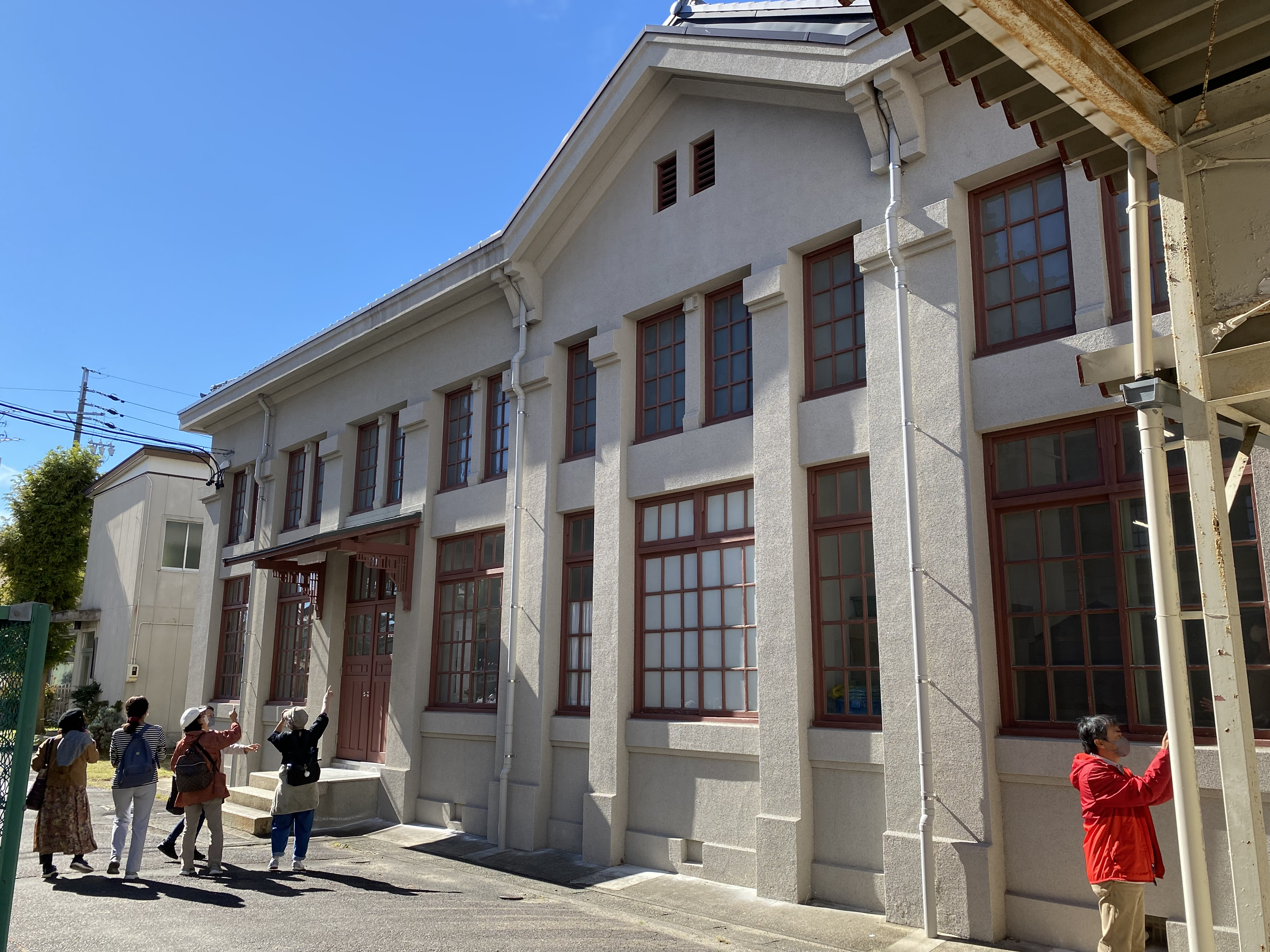
あいたて博における特別公開

2013年（平成25年）、大村秀章愛知県知事と河村たかし名古屋市長が感喜堂を視察し、建物の保存に向けた検討を開始した。同年時点で愛知県立高校には明治期から昭和初期の建物が5棟あり、感喜堂以外の4棟は耐震改修を行って保存されていた。
2015年（平成27年）9月14日、耐震改修工事の完了記念式典が催され、建築史家の瀬口哲夫（名古屋市立大学名誉教授）が保存の意義に関する講演を行った。
2022年（令和4年）6月29日、「愛知県立瑞陵高等学校感喜堂（旧講堂）」の名称で登録有形文化財に登録された。なお、同時に旧愛知県半田中学校武道場（七中記念館）も登録されている。愛知登文会などが開催する登録有形文化財の特別公開イベント「あいたて博」にも参加している。なお、瑞陵高校では「愛知県立瑞陵高等学校旧正門門柱（旧愛知県商業学校正門）」も登録有形文化財に登録されている。

## 建築
- 鉄筋コンクリート造平屋建、寄棟造、桟瓦葺[1]。建築面積427平方メートル[1]。愛知県立瑞陵高等学校の校地南西隅に建つ[1][7]。屋根の四面に切妻破風があり、壁面の四面に縦長のガラス窓がある[1]。壁面の柱頭飾りや軒の持ち送りなど、装飾はセセッション調とされる[1]。
- 1924年（大正13年）竣工[1]。2022年（令和4年）6月29日、登録有形文化財に登録された[1]。

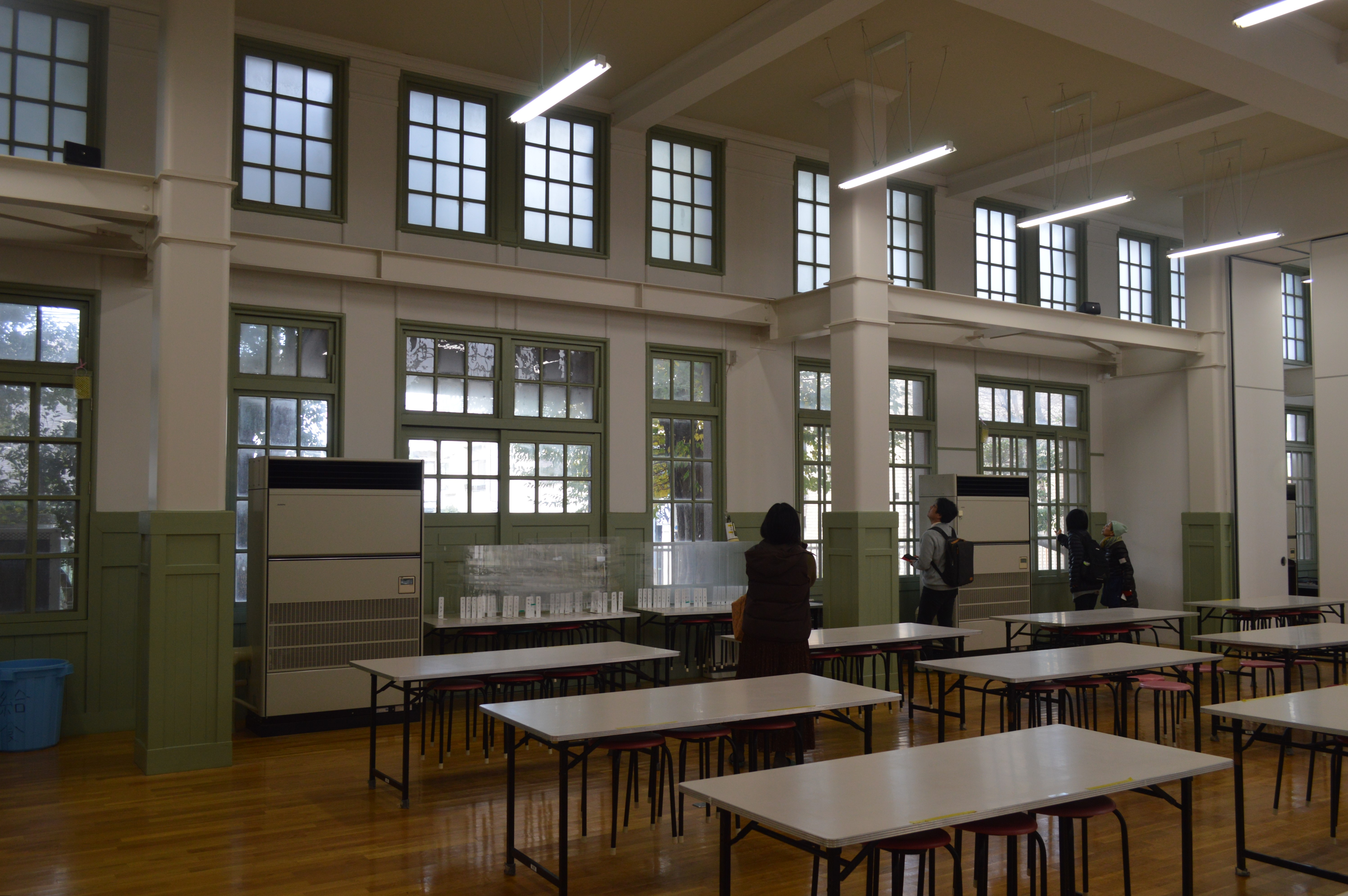
建物の内部
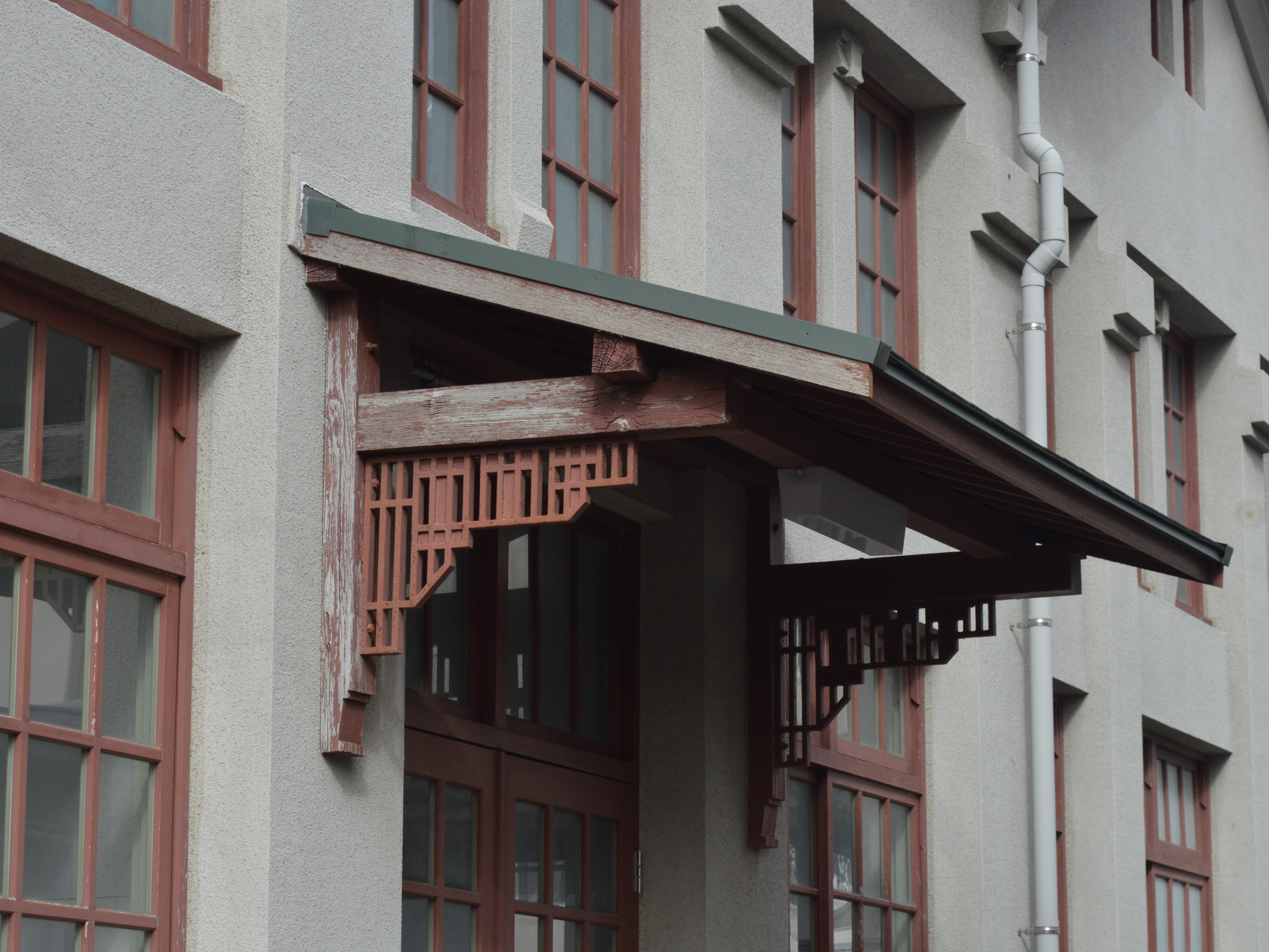
庇と持ち送り
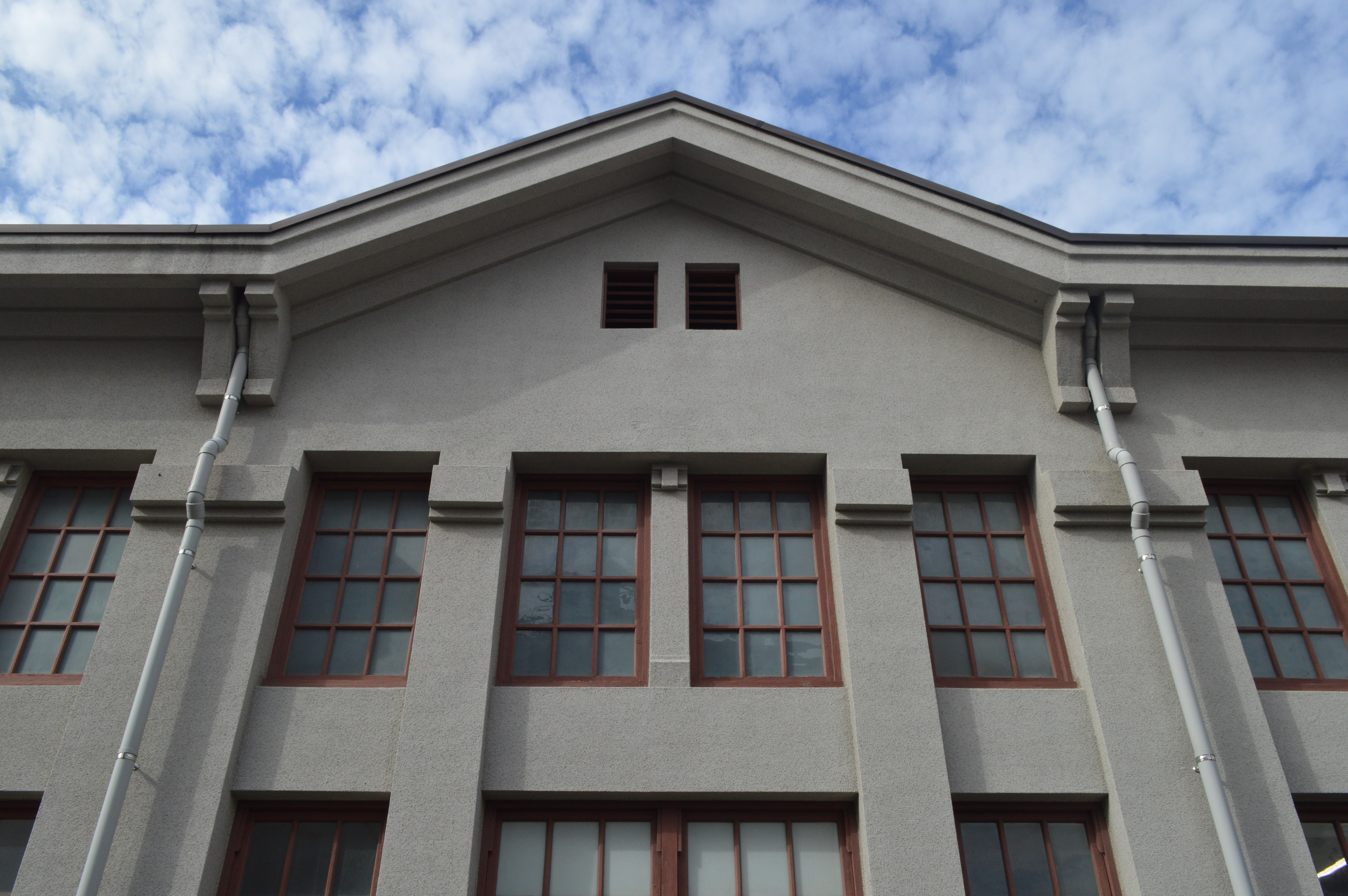
屋根の妻部分